# Piotr Borawski (samorządowiec)
Piotr Borawski (ur. 13 marca 1983 w Gdyni) – polski samorządowiec i polityk.
Radny miasta Gdańska (2010–2018 i w 2024), zastępca prezydenta m. Gdańska (2018–2024 i od 2024), przewodniczący Platformy Obywatelskiej w Gdańsku (od 2021).

## Życiorys

### Wykształcenie i praca zawodowa
Ukończył XVIII Liceum Ogólnokształcące w Gdańsku. Absolwent Wydziału Prawa i Administracji Uniwersytetu Gdańskiego.
W latach 2008–2018 pracował Naftoporcie.
Zasiada w radach nadzorczych: Gdańskiej Fundacji Przedsiębiorczości, spółki InnoBaltica sp. z o.o., Szpitala Dziecięcego Polanki im. Macieja Płażyńskiego w Gdańsku oraz SKM Trójmiasto.

### Działalność polityczna
Działał w Stowarzyszeniu „Młodzi Demokraci”, w którym pełnił funkcję przewodniczącego regionu pomorskiego oraz sekretarza generalnego. Od 2003 jest członkiem Platformy Obywatelskiej. W 2006 bezskutecznie ubiegał się o mandat radnego miasta Gdańska. W 2010 i 2014 uzyskiwał mandat radnego. W 2017 został przewodniczącym klubu radnych PO w Radzie Miasta, zastępując Aleksandrę Dulkiewicz. W 2018 pełnił funkcję szefa sztabu wyborczego Jarosława Wałęsy w czasie wyborów samorządowych na prezydenta Gdańska. W wyborach tych uzyskał mandat radnego. W grudniu 2018 został wiceprezydentem Gdańska, w konsekwencji zrzekając się mandatu radnego. W styczniu 2019 po zamachu na prezydenta miasta Gdańska Pawła Adamowicza przestał pełnić obowiązki wiceprezydenta z powodu wygaśnięcia mandatu. Po wygranej Aleksandry Dulkiewicz w wyborach uzupełniających ponownie został zastępcą prezydenta miasta Gdańska. W 2021 został przewodniczącym Platformy Obywatelskiej w Gdańsku. W 2024 ponownie uzyskał mandat radnego. W maju tego samego roku zrezygnował ze stanowiska wiceprezydenta Gdańska. W tym samym miesiącu ponownie został powołany na tę funkcję, w konsekwencji zrzekając się mandatu radnego.